# Ctenisodes piceus
Ctenisodes piceus är en skalbaggsart som först beskrevs av Leconte 1849.  Ctenisodes piceus ingår i släktet Ctenisodes och familjen kortvingar. Inga underarter finns listade i Catalogue of Life.